# Kommandørgården

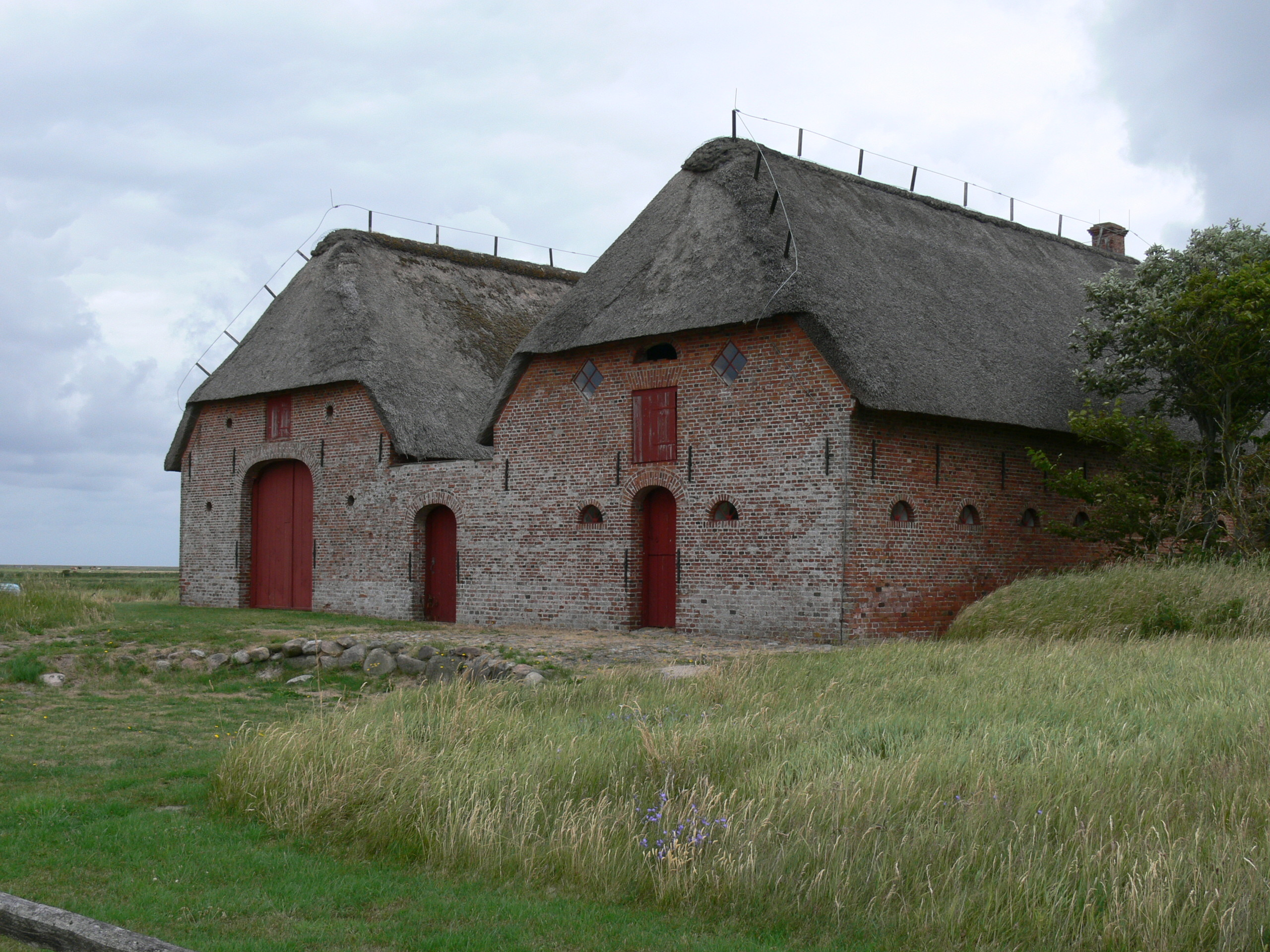
Kommandørgården

Kommandørgården ist ein historischer Erbhof auf der dänischen Nordseeinsel Rømø. Er wurde 1749 errichtet und bereits 1770 erstmals umgebaut. Die Namensgebung (kommandør hier deutsch: Kapitän) verweist auf den Wohlstand, den Handelskapitäne und Walfänger im 17. und 18. Jahrhundert auf die Insel brachten. Der erste Ausbau des Hofes durch Margaretha und Hans Peter Hansen wurde allerdings durch den lukrativen Handel mit Spitze aus Tondern ermöglicht.
Nach 350 Jahren in Familienbesitz übernahm im 20. Jahrhundert das dänische Nationalmuseum den Hof. 1998 erfolgte eine umfassende Instandsetzung.

## Geschichte

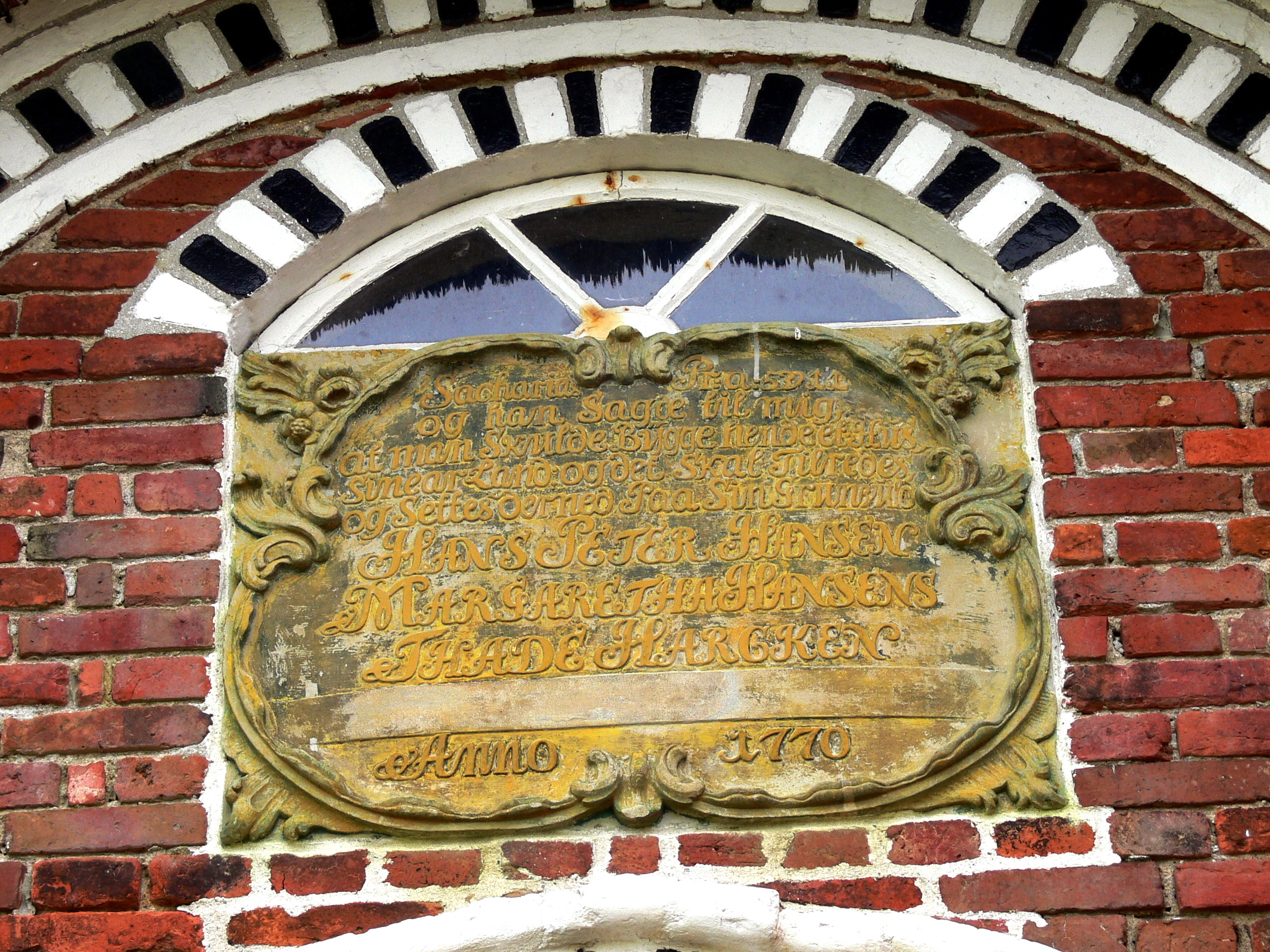
Tafel von 1770 über dem Haupteingang

Ab etwa 1600 wurde der Kommandørgården über zwölf Generationen in der gleichen Familie vererbt, dabei sieben Mal in weiblicher Linie. Wie bei den meisten süderjütischen Pachthöfen waren nur die Äcker und Felder Eigentum des Verpächters, in diesem Fall Haderslevhus. Eigentümer der Hofgebäude waren jedoch die Erbpächter.
Das Haus bestand ursprünglich aus zwei Etagen, wurde aber 1770 umgebaut. Eine Tafel über dem Haupteingang erinnert an den Umbau und vermerkt den Namen der Erbin, Margaretha, ihres zweiten Mannes, Hans Peter Hansen, und ihres Sohnes aus erster Ehe, Thade Harckens.
In den 1830er Jahren wurden weitere Änderungen vorgenommen. Beispielsweise wurde ein Altenteil abgetrennt (Oldefars Kammer).
Im Laufe des 18. Jahrhunderts kam die Familie des Hofes zu größerem Reichtum. Die Erträge stammten hauptsächlich aus der Seefahrt. Die Männer und Jungen arbeiteten auf Walfangbooten oder Handelsschiffen als Kapitän, Steuermann oder Matrose. Auch die Fischerei in Küstennähe der Insel war lukrativ. Während der Zeit auf See war der Hof kaum besetzt; die Landwirtschaft spielte nur eine zweitrangige Rolle. In einem Kommissionsbericht von 1708 wurden lediglich drei Pferde, zwei Jungtiere und sechs Schafe gezählt, die im Gegensatz zur Seefahrt kaum Erträge einbrachten.
Als Verbündeter Napoleons führte Dänemark zwischen 1801 und 1814 Kriege mit England. Unter ihnen litt die dänische Handelsflotte. Die Seefahrt verlor auch auf Rømø an Bedeutung, und die Landwirtschaft entwickelte sich zum Haupterwerb der Inselbewohner. Für Thade Harckens' Witwe Kirstine Jørgensdatter brachen schwerere Zeiten an. 
Anfang des 20. Jahrhunderts waren nur noch ein Knecht und ein Dienstmädchen durchgängig auf dem Hof beschäftigt. Nach 1940 verzichtete man ganz auf Gehilfen. Nur zu besonderen Anlässen wurde noch eine Haushaltshilfe beschäftigt.

## Einrichtung

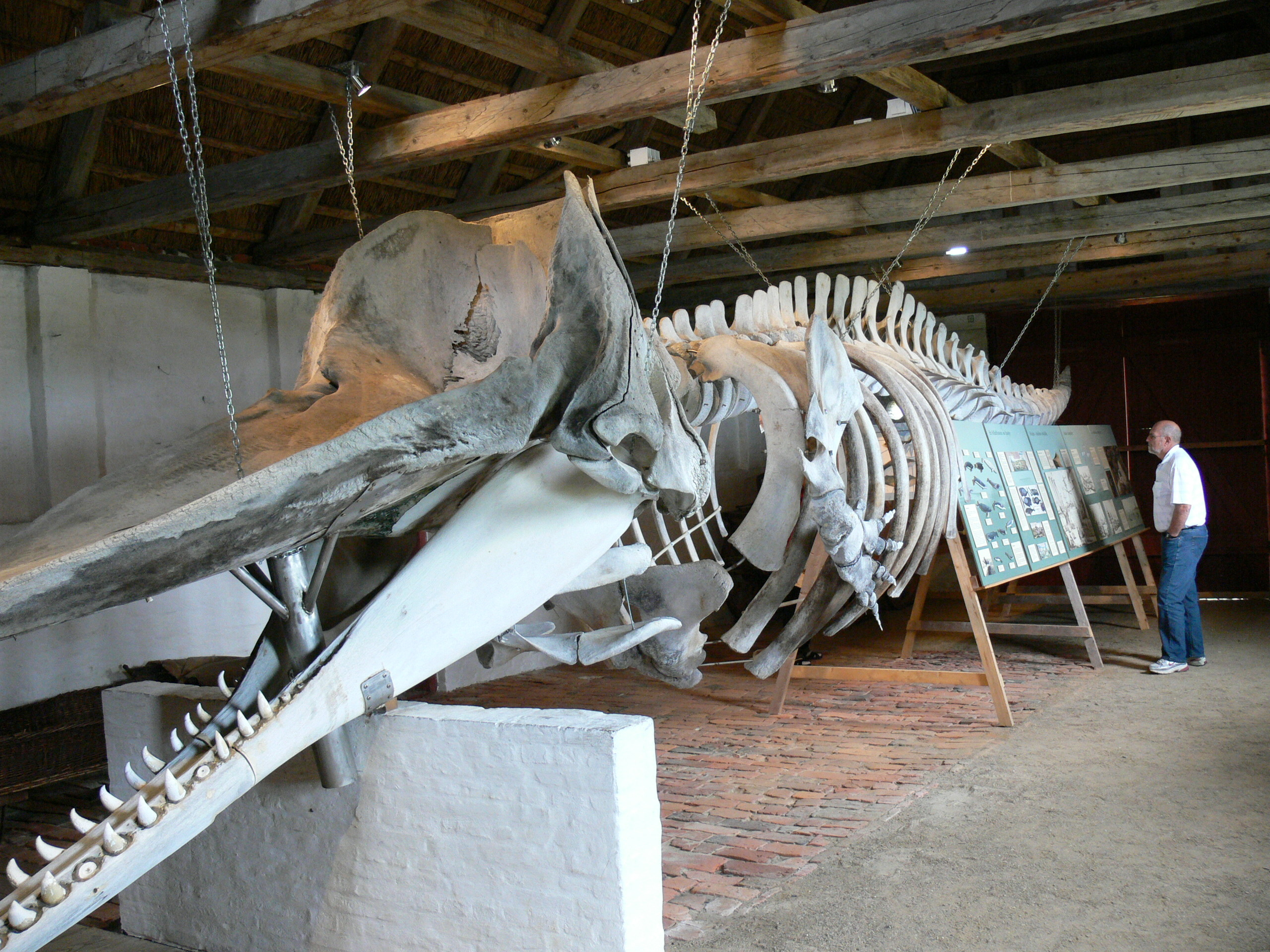
Skelett eines 1996 gestrandeten Pottwals

Die Räume im Wohnbereich enthalten bemalte Paneelen und Decken aus dem 18. Jahrhundert, Tischlerarbeiten und Schnitzereien sowie Hunderte holländischer blau-weißer Fliesen. Am östlichen Ende des Hofes befindet sich der Pesel (pisel). Die gute Stube des Hauses wurde vor allem für Hochzeiten und andere Feste genutzt. Der Sønderdørns („Süderdörns“) ist das größte Wohnzimmer. Dørns bzw. Dörns ist ein südjütländischer und niederdeutscher Ausdruck für einen Raum, der beheizt werden kann. Mehrere Zimmer und Kammern sowie das Altenteil sind mit diesem Raum verbunden.
In der Scheune wird das Skelett eines Pottwals aufbewahrt. Das aufgehängte Skelett stammt von einem 1996 auf Rømø gestrandeten Wal und soll den Zusammenhang zwischen dem Hof und dem lukrativen Walfang im Eismeer dokumentieren.